# Ehrenbach (Steinlach, Bläsibad)
Der Ehrenbach ist ein östlicher und rechter Zufluss der Steinlach im baden-württembergischen Landkreis Tübingen.

## Geographie
Der Ehrenbach entsteht durch den Zusammenfluss seines linken Oberlaufes Kalter Brunnen mit seinem rechten Oberlauf Herrlesbach zwischen Stockach und Immenhausen.

### Kalter Brunnen
Der linke und Haupt-Oberlauf Kalter Brunnen entspringt unterhalb des Horns östlich von Gomaringen und fließt von dort zunächst in nördliche, dann in nordwestliche Richtung. Von der Einmündung des Tälegrabens und eines weiteren namenlosen Bach von Ohmenhausen her, die beide am Unterlauf den Hügelrücken Wolfsbühl einrahmen, fließt er mehr westnordwestlich. Danach ist dieser Oberlauf auf einem längeren Laufstück die Gemeindegrenze zwischen Gomaringen und Kusterdingen.

### Herrlesbach
Der rechte Oberlauf Herrlesbach entspringt nahe der Kreisgrenze zwischen dem Stadtteil Ohmenhausen von Reutlingen im Landkreis Reutlingen im Osten und dem Gemeindeteil Mähringen von Kusterdingen im Landkreis Tübingen. Er fließt beständig in etwa westlicher Richtung und passiert zuletzt das sich rechts den Hang bis zum Ufer herabziehende Immenhausen.

### Verlauf
Ab dem Zusammenfluss läuft der Ehrenbach etwa in der letzten Laufrichtung des Kalten Brunnens weiter durch ein meist bis zum oberen Hangknick bewaldetes Tal. Nachdem er kurz zuvor noch die Bundesstraße 27 im Flusstal unterquert hat, mündet er nördlich der Dußlinger Kläranlage auf einer Höhe von ca. 343 m ü. NHN kurz vor der Stadtgrenze von Tübingen von rechts und Osten in die Steinlach.
Der inklusive Kaltem Brunnen ca. 7 km lange Lauf des Ehrenbachs endet etwa 127 Höhenmeter unterhalb seiner Quelle, er hat somit ein mittleres Sohlgefälle von etwa 18 ‰.

### Einzugsgebiet
Das Einzugsgebiet ist insgesamt 9,6 km² groß und liegt in den Naturräumen Mittleres Albvorland und Schönbuch und Glemswald. Sein mit 504 m ü. NHN höchster Punkt liegt im Südosten auf dem Horn wenig entfernt über der Quelle des Kalten Brunnens. Es grenzt im Süden an das Einzugsgebiet der Wiesaz, im Osten und Norden an die Einzugsgebiete der Echazzuflüsse Firstbach und Lumpenbach.

### Zuflüsse
Hierarchische Liste der Zuflüsse, jeweils von der Quelle zur Mündung.
Zusammenfluss des Ehrenbachs auf 377,5 m ü. NHN wenig nordöstlich von Stockach.
- Kalter Brunnen, linker Oberlauf aus etwa Südosten. Entspringt auf etwa 470 m ü. NHN an Nordhang des Horns
  - (Bach am Westrand des Waldes Aschländer), von links und Südosten
  - Tälegraben, von rechts und Osten
  - (Bach von Ohmenhausen her), von rechts und Osten
  - (Abfluss des Wölflesbrunnens), von links und Südwesten
  - Salzbrunnen von links und Südsüdwesten
- Herrlesbach, rechter Oberlauf von Osten
  - Brühlgräble, von rechts und Nordosten aus Immenhausen
  - (Bach am Waldhang Gurgel), von rechts und Norden; entspringt dem Heilbrunnen
  - (Bach aus dem Hangwald Bergwald), von rechts und Nordosten

Mündung des Ehrenbachs von rechts und Südosten auf 344,6 m ü. NHN in die Steinlach.

## Hydronomastik
Die Benennung des Baches und seiner Abschnitte widerspricht sich in verschiedenen Quellen. Das AWGN führt den Kalten Brunnen als Oberlauf des Hauptstrangs und bezeichnet den konstruierten Hauptstrang als Ehrenbach. Den südwestlich von Immenhausen mündenden Herrlesbach führt das AWGN als Nebenstrang.
Die TK 25, ebenso wie der Layer Gewässername des AWGN bezeichnet den Bach erst ab dem Zusammenfluss von Kaltem Brunnen und Herrlesbach als Ehrenbach. Die historische Flurkarte von Württemberg bezeichnet ebenfalls nur den Unterlauf ab dem Zusammenfluss beider Oberläufe als Ehrenbach, während bei den Oberläufen keine Bezeichnungen angegeben sind.
Die Digitale Topografische Karte bezeichnen anders als das AWGN den Herrlesbach als Haldenbächle und behält diesen Namen auch nach dem Zusammenfluss mit dem Kalten Brunnen bei.

## Naturschutz
Das Tal ist als Landschaftsschutzgebiet Ehrenbachtal mit Kaltem Brunnen ausgewiesen.

### LUBW
Amtliche Online-Gewässerkarte mit passendem Ausschnitt und den hier benutzten Layern: Lauf und Einzugsgebiet des Ehrenbachs

Allgemeiner Einstieg ohne Voreinstellungen und Layer: Daten- und Kartendienst der Landesanstalt für Umwelt Baden-Württemberg (LUBW) (Hinweise)
1. 1 2  Höhe ermittelt über WPS-Prozess (Geländehöhe).
2. 1 2  Höhe nach grauer Beschriftung auf dem Hintergrundlayer Topographische Karte.
3. ↑  Länge nach dem Layer Gewässernetz (AWGN) inklusive des linken Oberlaufs Vorbach.
4. ↑  Einzugsgebiet nach dem Layer Basiseinzugsgebiet (AWGN).

### Andere Belege
1. ↑  Abfluss-BW: Modellierte Abflusswerte an der Mündung
2. ↑  Friedrich Huttenlocher: Geographische Landesaufnahme: Die naturräumlichen Einheiten auf Blatt 178 Sigmaringen. Bundesanstalt für Landeskunde, Bad Godesberg 1959. → Online-Karte (PDF; 4,3 MB)
3. ↑  Nach dem Layer Historische Flurkarten (Württemberg) in der Kartenbasierte Suche auf LeoBW